# Muralla del Kelasuri
La  muralla del Kelasuri (en georgiano: სოხუმის ციხე, lit. 'Muralla Kelasuri'; en abjasio: Кьалашәыр агәар, lit. 'Muralla Kalasheir'; en ruso: Келасурская стена), también conocida como Gran Muralla Abjasa, es una muralla de piedra a lo largo de 160 kilómetros desde el río Kelasuri hasta el río Inguri, de iure parte en Georgia aunque de facto parte de la autoproclamada República de Abjasia). La muralla tenía unas 300 torres, la mayoría de ellas parcial o totalmente destruidas y fue probablemente el muro fue construido en el siglo VI por orden el emperador bizantino Justiniano. En el siglo XV perdió todo su interés defensivo y en la actualidad, solo se conservan pequeños fragmentos.

## Situación
La muralla ha prácticamente desaparecido, pero se pueden ver los mejores vestigios en las inmediaciones del río Mokvi, a mitad de camino entre Sujumi y el río Inguri.

## Historia
La fecha de construcción no está establecida, variando según las fuentes desde la antigüedad hasta el siglo XVII. Los recientes estudios la datan provisionalmente en el siglo VI, aunque la opinión más extendida la circunscribe entre los siglos V-VI. Normalmente se atribuye su construcción al emperador bizantino Justiniano I.
Desde que la muralla fue examinada científicamente por primera vez a principios del siglo XIX, y desde entonces muchas hipótesis se han publicado sobre su construcción. El viajero suizo Frédéric DuBois de Montperreux afirmó que la muralla fue construida por los griegos en los últimos siglos antes de la era cristiana, para proteger la colonia de Dioscuríade (que erróneamente emplazó cerca del cabo de Kodori). De acuerdo con Mijail Ivashchenko, el muro fue construido por los bizantinos en el siglo IV para proteger sus dominios y controlar los pasos de montaña. Relaciona el nombre Kelasuri con la palabra bizantina griega "kleisura", una división territorial menor que la thema. Otros historiadores sostienen que no están de acuerdo con esta datación por la longitud y orientación de la muralla. Yuri Vóronov, así como conocidos historiadores y arqueólogos abjasios, estudiaron la Gran Muralla Abjasa entre 1966 y 1977 y propusieron una nueva fecha de construcción. De acuerdo con Voronov, León II Dadiani de Mingrelia la construyó entre 1628 y 1653 para proteger sus dominios de los abjasios (que estaban agrupados en ese tiempo dentro del llamado principado de Abjasia, nominalmente vasallo de Mingrelia). En su trabajo, Voronov afirma que las aspilleras de la muralla fueron construidas para armas de fuego. Esto se refuerza con las afirmaciones del historiador georgiano príncipe Vajushti de Kartli y el misionero italiano Arcangelo Lamberti, que escribieron que las murallas fueron construidas por los príncipes mingrelianos para protegerse de los abjasios.

## Arquitectura
La muralla tenía una extensión de 160 kilómetros, y hasta 4 metros de ancho en algunas zonas. Estaba construida de piedra caliza, y salpicada en su recorrido de torres defensivas y torres vigías, que se llegan a cifrar en total sobre unas 2000. La mayoría de las fortificaciones se localizan en la parte occidental de la muralla, entre Kelasuri y el río Mokvi. La orilla izquierda del Kelasuri y los pasos de montaña estuvieron también fuertemente fortificados. En la otra parte solo se han encontrado cuatro torres, entre Tkvarcheli y el río Inguri. La muralla no era continua, y sus constructores usaron los obstáculos naturales como acantilados y gargantas. Se han localizado 279 torres pertenecientes a la muralla, y sobre el centenar de ellas están destruidas. La distancia usual entre torres era entre 10 y 120 metros. En las zonas donde la muralla no era continua, estaban separadas 300, 500 y 1000 metros. Todas las torres eran de base rectangular, de 7x8 o de 8x9 metros, alcanzando una altura entre los 4 y 6 metros, teniendo algunas de ellas cimientos excavados. Cara torre tenía una puerta en su pared sur, rodeada de grandes piedras, y algunas veces se le añadía una estrecha escalera. Las arpilleras estaban orientadas hacia el norte o el oeste, en el segundo piso.
En la desembocadura del río Kelasuri se encuentran los restos de una gran torre, que discurre hacia el este cruzando el río Kodori cerca de Tsebelda, pasando por las cercanías de Tkvarcheli, finalizando en las inmediaciones del poblado de Lekujona, en la orilla derecha del río Inguri.

## Galería

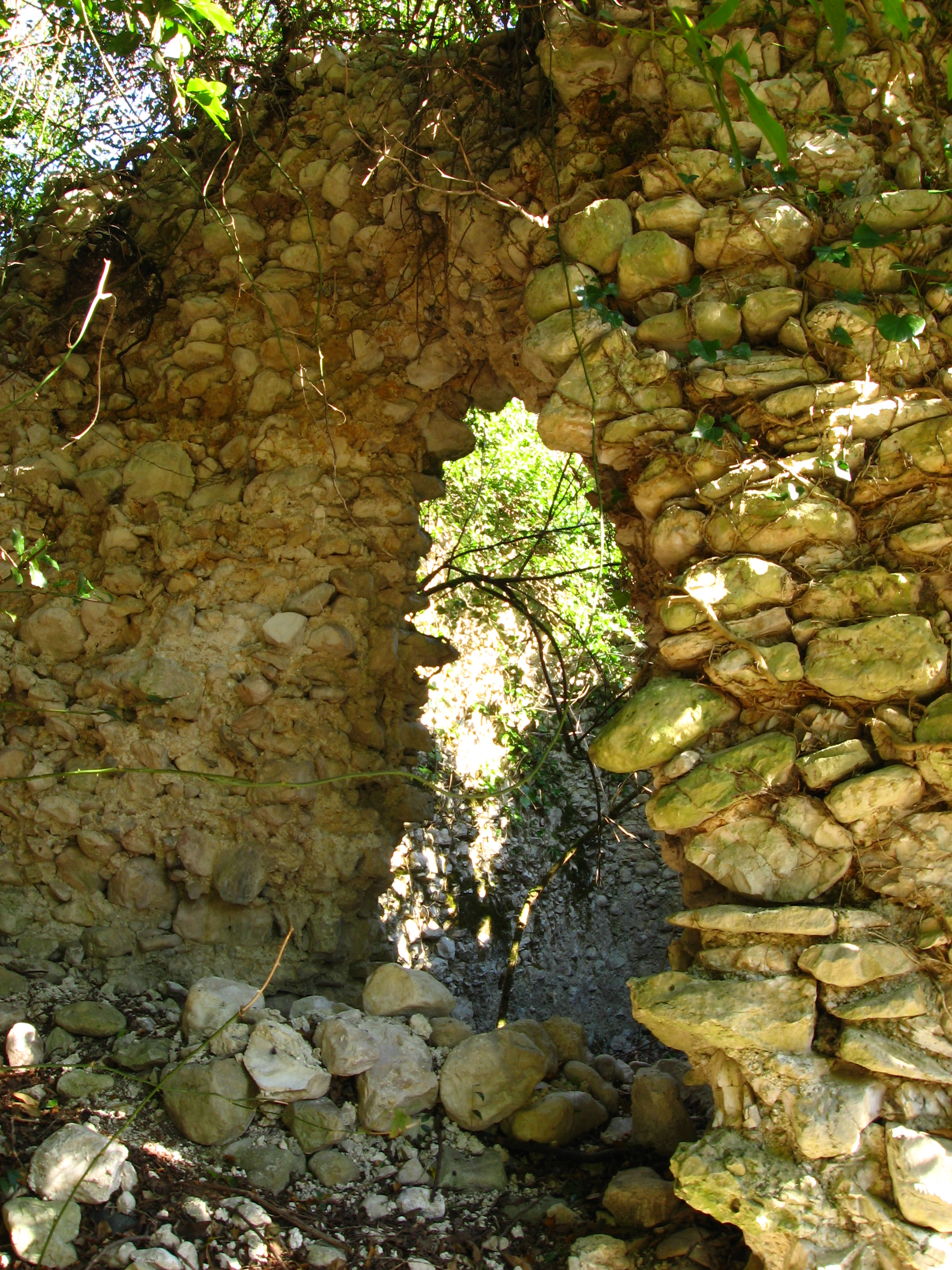
Detalles de la muralla del Kelasuri
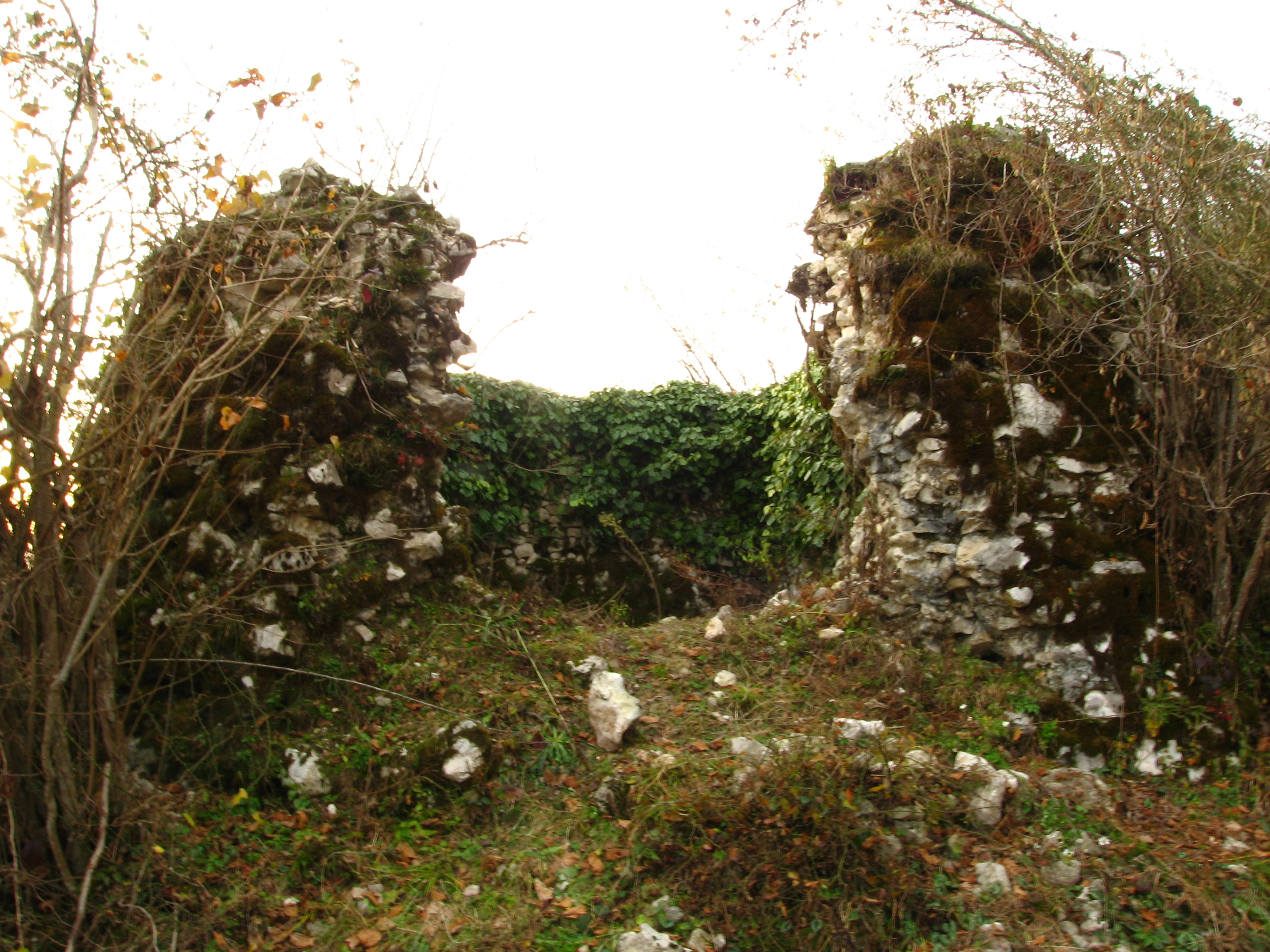
Torre de la muralla Kelasur
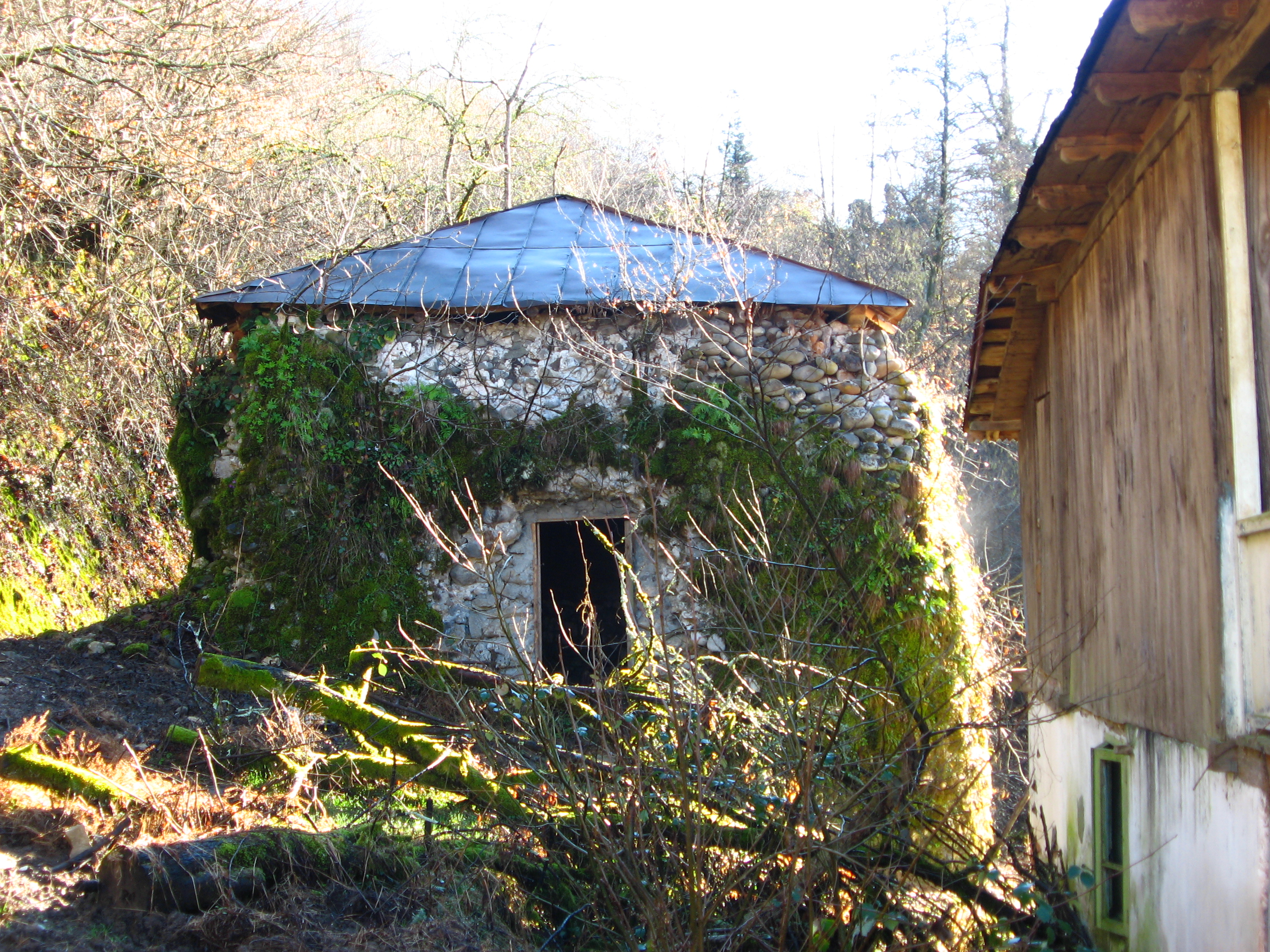
Restos de una torre de la Gran Muralla Abjasa.
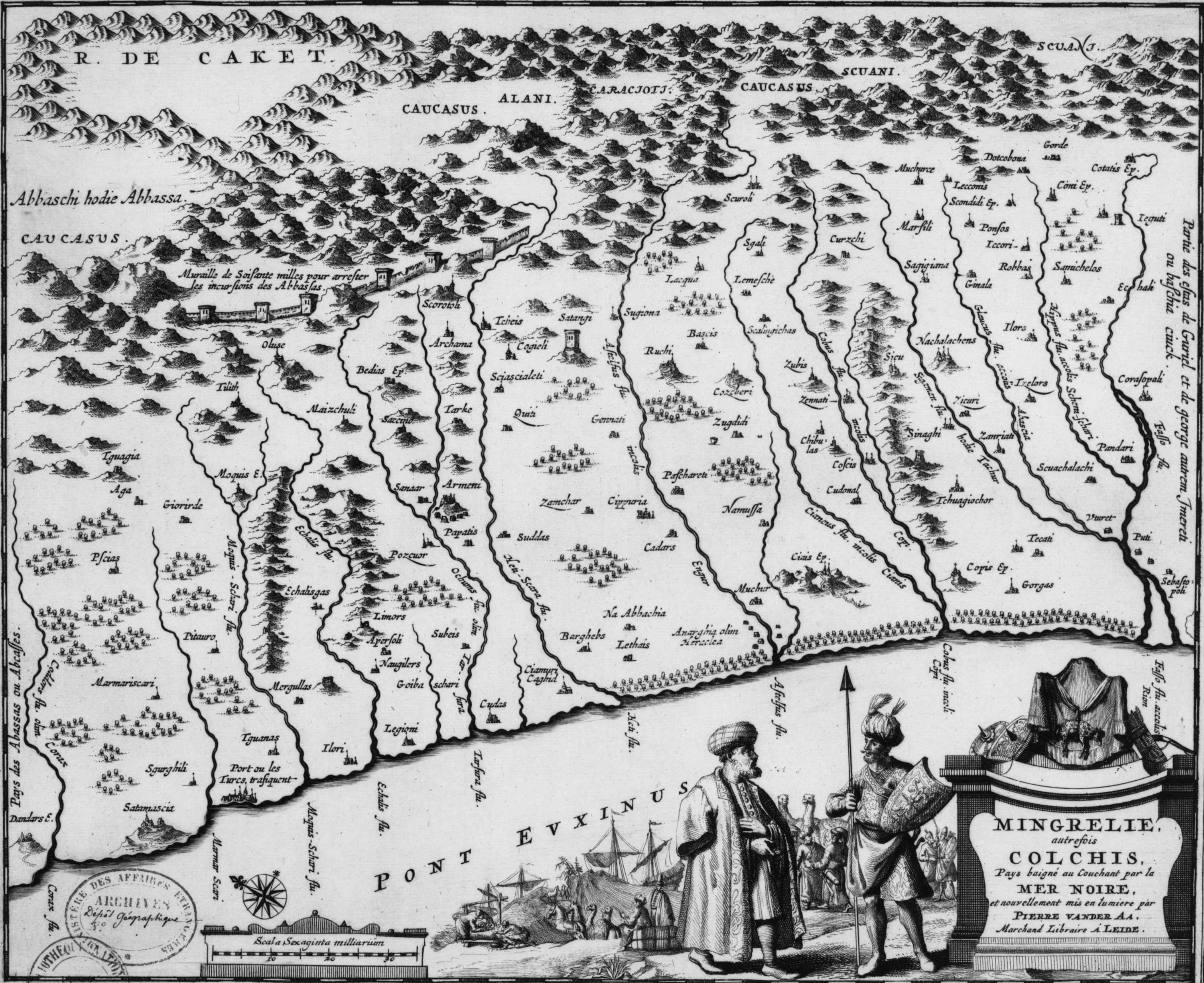
Se muestra el muro en este mapa del siglo XVII en los tramos superiores de los ríos Galidzga, Okumi y Eristskari